# Пероксинитрат
|             |  |                      |
| Модел балон |  | Модел топки и пръчки |

Пероксинитратът (пероксонитрат) (NO4-) се нарича солите на пероксиазотна киселина (HNO4), въпреки това твърдите соли са непознати.
Първият познат пероксинитратен естер е пероксиацетилнитрат, който се спада към пероксинитрати, свързващи ацилна група с единична връзка, наречени пероксиацилнитрати.